# Ortoserpierita
L'ortoserpierita és un mineral de la classe dels sulfats que forma part del grup de la devil·lina. Anomenada l'any 1985 per Halil Sarp, el nom fa referència al fet que l'ortoserpierita és el polimorf ortoròmbic de la serpierita.

## Característiques
L'ortoserpierita és un sulfat de fórmula química CaCu₄(SO₄)₂(OH)₆(H₂O)₃. Cristal·litza en el sistema ortoròmbic. És complicat distingir-la tant de la devil·lina com de la serpierita.
Segons la classificació de Nickel-Strunz pertany a «07.D - Sulfats (selenats, etc.) amb anions addicionals, amb H₂O, amb cations de mida mitjana només; plans d'octaedres que comparteixen vores» juntament amb els següents minerals: langita, posnjakita, wroewolfeïta, spangolita, ktenasita, torreyita, christelita, devil·lina, campigliaïta, serpierita, niedermayrita, edwardsita, carrboydita, glaucocerinita, honessita, hidrohonessita, motukoreaita, mountkeithita, shigaïta, wermlandita, woodwardita, zincaluminita, hidrowoodwardita, zincowoodwardita, natroglaucocerinita, nikischerita, felsőbányaïta, lawsonbauerita, mooreïta, namuwita, bechererita, ramsbeckita, vonbezingita, redgillita, calcoalumita, nickelalumita, kyrgyzstanita, guarinoïta, schulenbergita, theresemagnanita, UM1992-30-SO:CCuHZn i montetrisaïta.

## Formació i jaciments
S'ha descrit com a mineral secundari en mines de coure. S'ha descrit a Austràlia, Àustria, Xile, República Txeca, França, Alemanya, Grècia, Irlanda, Itàlia, Mèxic, Suïssa, Regne Unit i els EUA. A Catalunya s'ha descrit a la mina Les Ferreres (Camprodon, Ripollès) i a la mina Bessó (Ulldemolins, Priorat).